# علي محمد أديب بيضائي
علي محمد بن محمد رضا الأديب البيضائي المتخلص بـبيضائي (1881 – 1933) شاعر إيراني ومن دعاة البهائية والمروجين لها. درس العلوم القديمة في مسقط رأسه آران من أعمال كاشان. تحول من الإسلام إلى البهائية في شبابه ويعد من الشخصيات البهائية البارزة في العصر الرسولي. انتقل إلى كاشان واستقر فيها. عمل لفترة في إدارة العدلية والمالية فيها. قضى حياته في فقر. بلغ مجموع أشعاره أكثر من عشرين ألف بيت ونشرت أجزاء من أشعاره بواسطة ابنه برتو بيضائي في 1948.

## حياته
ولد علي محمد بن محمد رضا سنة 1881 في قرية آران، من أعمال كاشان بإيالة أصفهان القاجارية. كان والده وجده كلاهما عالِمَان، فقيهان وشاعِرَان. كان والده شاعراً والمتخَلِّص بـ "ابن روح" ،نسبةً إلى تخلُّص والده "روح الأمين"، و تدور أغلب أشعاره حول مراثي كبار الشخصيات الإسلامية. تلقى علي محمد دروسه الفارسية والعربية في المكاتب وتحت إشراف والده. انضمّ إلى دروس محمد باقر، المجتهد الشيعي، وفي عام 1904، سافر إلى كاشان واستقر في أحد غرف مدرسة سلطاني. اشتغل بدراسة القرآن والحديث، وكان يطرح تساؤلاته على محمد علي المجتهد الآراني، لكن بدلاً من أن يجد إجابات لأسئلته، دخل في صراع معه. ثم التقى بالدعاة البهائيين الذين كانوا يزورون كاشان، وبعد فترة اعتنق البهائية وبدأ في نشر أفكار البهائية بين أفراد أسرته المقربين، ثم توسّع في نشرها بين الآخرين في كاشان. عمل لفترة في إدارة القضاء (العدلية)، ثم في إدارة المالية في كاشان. وفي عام 1932 ترك ملابس رجال الدين، وقضى عدة أشهر في طهران يلتقي بعلماء وأدباء، ثم عاد إلى كاشان.
بلغ مجموع أشعاره أكثر من عشرين ألف بيت، وكان متقنًا لجميع أنواع الشعر. نشرت جزء من أعماله الشعرية بفضل جهود ابنه برتو بيضائي سنة 1948.

## وفاته
توفي أديب بيضايي سنة 1933 في كاشان.